# NO Водолея
NO Водолея (лат. NO Aquarii) — двойная затменная переменная звезда типа W Большой Медведицы (EW) в созвездии Водолея на расстоянии приблизительно 3179 световых лет (около 975 парсеков) от Солнца. Видимая звёздная величина звезды — от +14,73m до +14,15m. Орбитальный период — около 0,3228 суток (7,746 часов).

## Характеристики
Первый компонент — жёлтая звезда спектрального класса G. Эффективная температура — около 5353 К.